# 579 Sidonia
579 Sidonia este un asteroid din centura principală, descoperit pe 3 noiembrie 1905, de August Kopff.